# Känsla

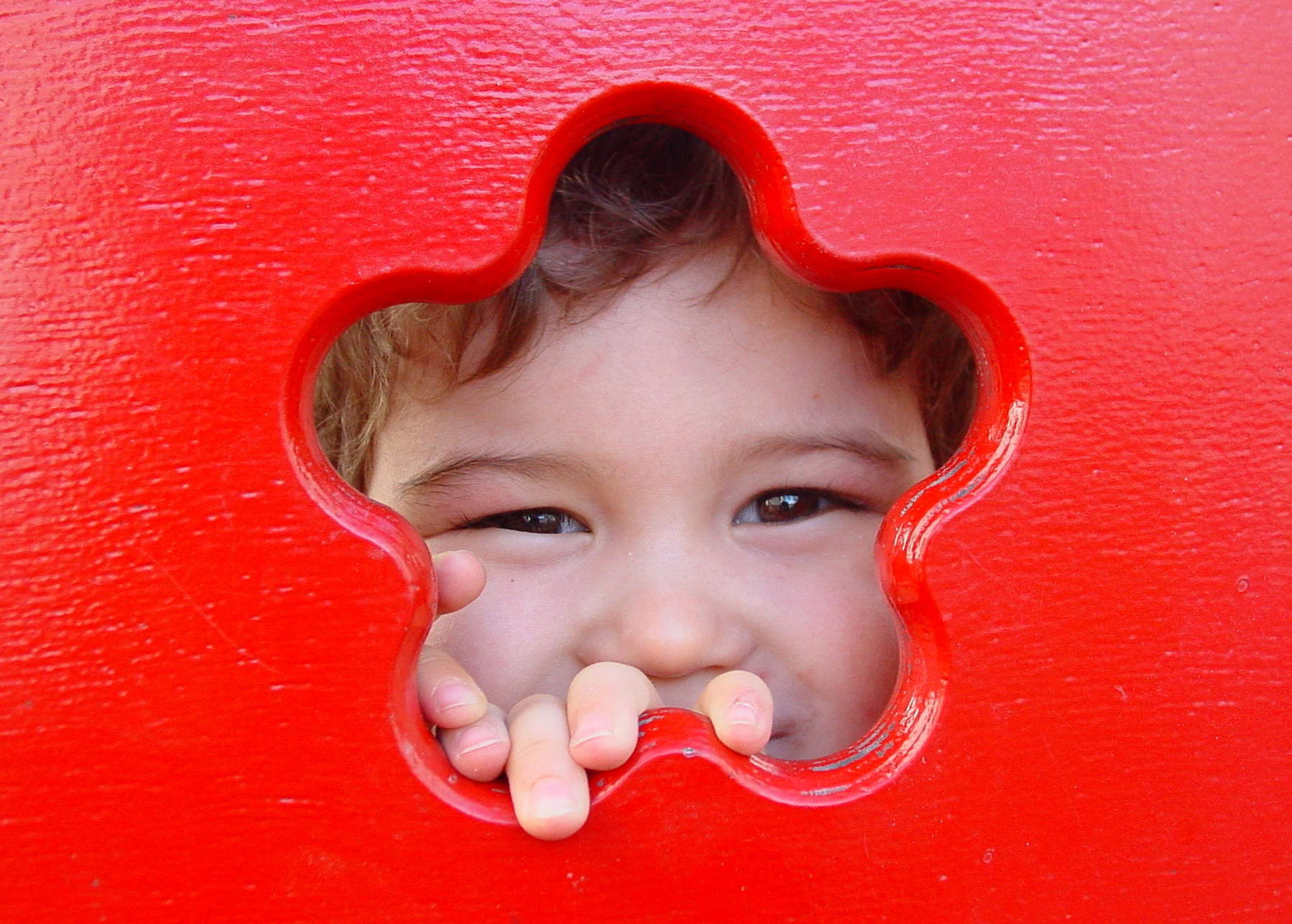
Känslor tar sig ofta fysiska uttryck, som exempelvis människors tendens att le när de är glada.

Känsla är ett brett begrepp på en upplevelse som ofta upplevs som positiv eller negativ. Tidigare har man trott att känslor är genetiskt betingade och reaktioner på exempelvis saker i omgivningen. Idag har man nyanserat detta perspektiv och ser att omgivningen kan väcka kroppsliga reaktioner och att dessa tolkas som känslor. Dock kan dessa tolkningar inkludera mycket mer än kroppens tillstånd, exempelvis mål, beteenden, tankemönster, ansiktsuttryck,förhoppningar, ögonkontakt. Detta gör känslor till komplexa psykologiska konstrukt. Ett sådant psykologiskt konstrukt - en känsla - kan förekomma i närapå oändligt många former i och med att varje enskild dimension kan ändras för att ge upphov till en ny variation av en känsla. Känslor kan exempelvis innehålla ett försök att kommunicera något, i vilket fall ansiktsuttryck är inkluderat som konsekvens av försöket. En känsla kan också innehålla försök att inte visa sin upplevelse. Ytterligare ett exempel är handlingskraft, där vissa känslor enbart skiljer sig i grad av handlingskraft, där hög puls och fjärilar i magen kan upplevas som antingen ångest eller exaltation beroende på graden av handlingskraft (tron på ens egen förmåga i situationen) och annat. Känslor innefattar således ofta både egna upplevelser, fysiologiska förändringar och beteendetendenser (ofta ansiktsuttryck och kroppsspråk).  
Tidigare har man trott att ansiktsuttryck och känslor varit gemensamt för att kulturer och att känslor därför är genetiskt betingade. Detta låg även till grund för idén om grundaffekter. Detta har dock visat sig bero på att forskarna som utfört dessa studier hann lära ut västerländska känslor (inklusive tillhörande ansiktsuttryck) när de gick igenom försöksproceduren med deltagarna. Anledningen till att många känslor verkar återfinnas hos majoriteten av människor i en befolkning är den gemensamma psykologiska kontexten som ger upphov till dessa. 
Närliggande begrepp är emotion och affekt där det förstnämnda är den teoretiska benämningen och affekt är kroppens förändrade tillstånd under en känsla. Dock är denna avgränsning omdiskuterad. Stämningslägen skiljs ofta ut som något som liknar känsla men varar över längre tid.

## Beteendeförklaringar
Känslor kommer ofta som reaktioner på händelser; händelsen är ett stimulus. Om ett stimulus är emotionellt relevant kallas det inducer eller förstärkare (reinforcer). Förstärkare delas upp i positiva och negativa, naturliga och förvärvade och mellan yttre och inre. 
Även inom handlingsområdet spelar känslor enligt många en avgörande roll. Den skotske filosofen David Hume gick så långt som att hävda att utan emotioner ("passions" som han kallade dem) vore personer helt inaktiva, eftersom förnuftet i sig endast är och bör vara "passionernas slav". I och med att emotioner är knutna till handlingsdispositioner så leder de till att rikta våra handlingar mot utvalda mål, även om detta inte kan sägas gälla för alla emotioner. Ångest kan exempelvis snarare ha motsatt effekt, genom sitt desorganiserade av beteendet.

## Mätning av känsla
Känslor kan skattas i valens och arousal. Valens är graden av värdeladdning, huruvida stimulit upplevs attraktivt eller frånstötande. Valensen beror på aktiviteten i dopaminerga systemet och orbitofrontalkortex. Arousal är graden av påverkan inför stimulit, i vilken grad känslan mobiliserar personen. Arousal beror på aktivering av amygdala och retikulära aktiveringssystemet i mitthjärnan. Dessa båda parametrar, valens och arousal, har betydelse för hur känslan påverkar kognitionen, hur starkt stimulit kommer att bli ihågkommet, hur det påverkar uppmärksamheten, och hur intensivt det upplevs.

## Känsla enligt humanioran
En känsla kallas tillstånd som rädsla, vrede eller sorg, som de flesta människor har erfarenhet av men som kan vara svåra att definiera. Ett allmänt kännetecken hos känslor är att de har ett föremål, det som känslan riktar sig mot. Känslor spelar en central roll inom psykologin, men även inom filosofin och kognitionsvetenskap.
Man kan inom humaniora se känslan som:
1. Fysisk upprördhet (subjektet erfar energiförändringar i kroppen, sinnestillstånd)
2. Fysiska uttryck (typiska gester, ansiktsuttryck och kroppshållningar)
3. Laddning (positiv eller negativ)
4. Kulturellt, socialt och kognitivt sammanhang (av tankar om och värderingar av sammanhang)
5. Intentionalt objekt (känslor handlar om något)
6. Handlingstendens (rädsla är kopplat till flykt eller förlamning, ilska till aggression etc)

## Grundkänsla
En grundkänsla är en känsla som i någon mening är mer basal än andra känslor, som då betraktas som mer sekundära eller mer komplexa känslor. Grundkänsla är ett begrepp i bland andra den amerikanska psykologen Silvan Tomkins (1911–1991) teorier. Förutom sina teorier om grundkänslor är han också känd för sin skriptteori. Bland de psykologer som menar att det finns grundkänslor, finns det ingen definitiv enighet om exakt vilka känslor som är grundkänslor, man listar fem till tretton stycken. Vissa grundkänslor återkommer oftare än andra. De flesta är exempelvis överens om att ilska och rädsla är grundkänslor. Grundkänslorna är enligt Tomkins de följande:
- Intresse/nyfikenhet
- Glädje/stolthet
- Förvåning
- Ilska
- Rädsla
- Sorg/ledsamhet
- Skam
- Avsky
- Äckel/avsmak

Det finns flera benämningar för grundkänslor, några är basaffekter, grundemotioner och grundaffekter. Flera emotionspsykologer kring grundkänslor, utgår från ansiktsuttryck i sina studier. Till exempel har Paul Ekman studerat känslouttryck bland människor från olika delar av världen, allt från isolerade naturfolk till små barn. Moderna studier har också till exempel med magnetröntgenkamera (MR-kamera) funnit att det finns unika aktiveringsmönster i hjärnan associerat med vissa grundkänslor. Just studier av barn har visat att det tycks finns medfödda biologiska ”program” för affekter. Genom att filma spädbarn med höghastighetskamera har man visat att spädbarn uppvisar affekter som de inte kan ha någon erfarenhet av. 
Här gör man en parallell till det lilla barnets gång. Tar man ett spädbarn som inte kan gå och håller upp det i en upprätt position så att fötterna rör vid underlaget kommer det att "gå", benen gör samma rörelser som om det gick. Det tyder på att det finns ett biologiskt ”program” hos barnet för gång som successivt mognar fram och är klart att tas i bruk vid ca ett års ålder. Detta förhållande skulle också gälla affekter, de finns förprogrammerade. Affekterna är ett livsnödvändigt signalsystem för sociala varelser eftersom informationen vi ger varandra med våra affekter är omedelbar och gör att vi kan bli förstådda i våra behov. 
Affektteoretiker antar att vi människor i efterhand konstruerar förklaringar till våra känslor och handlingar, oftast för att vi inte är direkt medvetna om våra affekter, hur dom startas och hur dom påverkar våra beteenden. Bland efterföljarna till Tomkins bör nämnas Paul Ekman, Daniel Nathansson och Carroll Izard som alla arbetat vidare med affektteorin. Tomkins kom fram med sin teori vid en tid då samtiden var starkt påverkad av Sigmund Freuds teori om människans psyke. Han blev utskrattad då hans teori var alltför biologisk. Han kunde jämföra affekter hos människor med dem hos djur.
Exempel tas inom affektteorin kring djurs beteende, drivet av affekter. En flock hjortar där flocken skräms, ett djur som hoppar till och lyfter på sin svans visar med den vita undersidan att fara hotar och signalen leder till att alla hjortarna i flocken får en ökad chans att överleva. Skam är en känsla som gör att den som drabbas av skam drar sig undan, inordnar sig i leden, och att flockledaren inte behöver slåss för att hålla den sociala ordningen. Detta kan observeras hos sociala apor, till exempel schimpanser, men har samma funktion hos oss människor. Vi människor är inte heller alltid medvetna om hur en affekt automatiskt styr våra tankar. Det tog honom hårt och han publicerade sig först 30 år senare. Idag är hans teori en del av snart sagt all kognitionsforskning. Våra associationer och minnen bygger till stor del på affekters modulering.

## Affekt

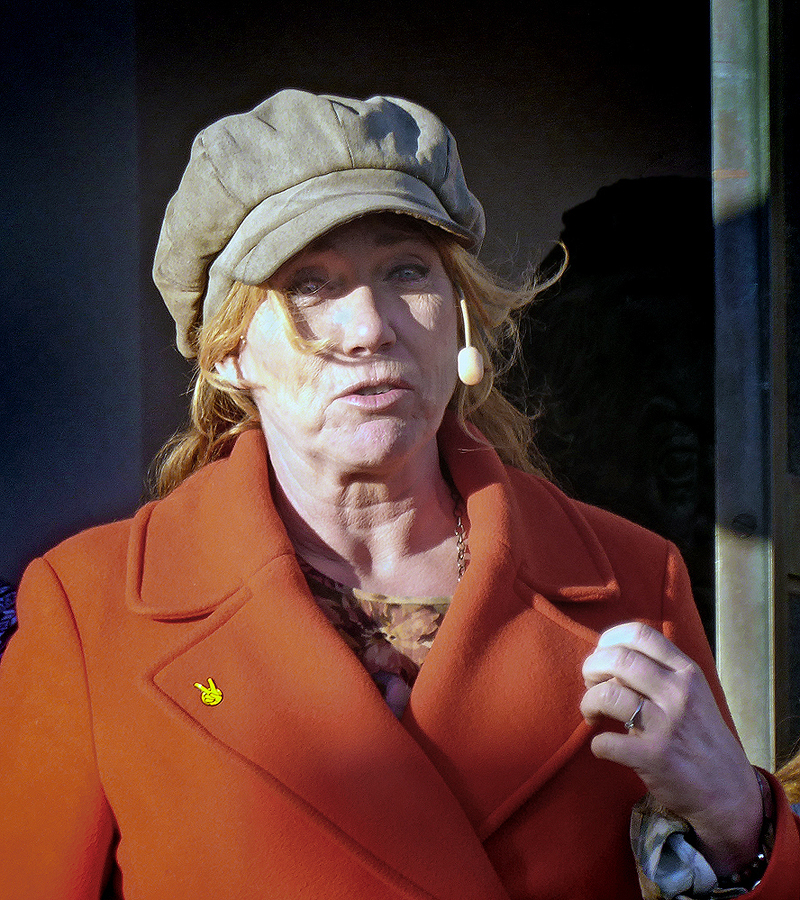
Med tårade ögon håller Anne Lundberg ett känslosamt tal vid vernissagen av utställningen om Kim Wall i Ystad 8 mars 2019.

En affekt eller sinnesrörelse är upplevelsen av en känsla. Den är ett kortvarigt förlopp inom känslolivet, vilket karakteriseras av att känslor får uttryck genom beteendet. Delvis anses det att det är karakteristiskt att en eller flera känslor stegras till en abnorm styrka och även rubbningar framkallas inom de kroppsliga funktionerna; det råder dock ingen enighet om huruvida det behövs en stark eller till och med abnorm stegring av känslor för att uppfylla kriterierna för begreppsdefinitionen.

## Känsla och motivation
Många forskare ser det idag som att hjärnan omfattar två skilda system. Den emotionella sidan och den rationella. Den emotionella är styrd av känslor. Om inte känslan är med i en handling kan det vara svårt att genomföra vad vi bestämt oss för. Känslan kan dessutom lätt få övertaget och få oss att göra saker vi i efterhand förstår inte är så förnuftiga. Att ta hänsyn till båda sidorna om man vill åstadkomma förändring är därför viktigt.

## Medkänsla och meditation
Richard Davidson, professor i psykologi och psykiatri, har ägnat en del av sin forskningstid på om meditation kan påverka medkänsla. Han menar att så lite som tre månaders meditation kan påverka grundläggande mentala funktioner.  Han har bland annat studerat hur meditation kan påverka ett fenomen kallat neural synkronisering. Begreppet innebär att nervceller över ett större område i hjärnan skickar iväg sina impulser samtidigt. Något som ligger bakom många högre mentala processer, som perception och uppmärksamhet. Davidson och hans team studerade munkar som mediterat under mycket lång tid och jämförde dem med en kontrollgrupp av studenter. Deras uppgift var att meditera över medkänsla. Han fann en mycket högre gammaaktivitet hos munkarna än vad som någonsin rapporterats tidigare i den vetenskapliga litteraturen. Ju längre dessa hade mediterat tidigare, desto högre gammasynkronisering fann man. Även studenterna visade upp en något förhöjd gammaaktivitet. Gammavågor är högfrekventa hjärnvågor som ligger bakom högre mentala aktiviteter.

## Emotionell stil
Davidson har funnit att vi alla har en viss emotionell stil som kan delas upp i sex grundläggande dimensioner. De kan beskrivas som vara ett steglöst spektrum eller skala, där man kan befinna sig någonstans utmed detta spektrum mellan två ytterändar. Dimensionerna är: 
Inställning, Kan beskrivas som att personer vid ena ytteränden är positiva, och de vid den andra ytteränden negativa.
Social intuition, Kan beskrivas som att personer vid den ena änden är socialt intuitiva och i den andra änden vilsna.  
Självkännedom, I den ena änden finns de som är känsliga för inre signaler och i den andra de som är avtrubbade. 
Lyhördhet för sammanhang, I den ena änden finns de som har lätt för att passa in, i den andra anpassar de som har svårt att anpassa sig.
Uppmärksamhet, I den ena änden finns de som fokuserar och i den andra finns de som är ofokuserade.

## Att uppmärksamma sina känslor
Anna Kåver är leg. psykolog och skrivit flera böcker om känslor. Hon möter i sitt arbete ofta personer som har svårt att identifiera sina känslor, särskilja dem eller namnge dem. Hon föreslår en rad olika mindfulness-övningar för att bättre lära känna igen sina känslor. Att gå på känslospaning kallar hon det och jämför med hur fågelskådaren går tillväga. Eftersom känslor vill få oss att agera kan man öva sig i att först betrakta dem och se vad de vill få oss att göra. Går det att sätta namn på dem? Vad har de för funktion? Är de hjälpsamma? Syftet är att bättre kunna hantera sitt känsloliv, och därmed ha ett bättre liv.

## Känslans hemvist i hjärnan
I och med känslors komplexa struktur med många beståndsdelar kan de upplevas på väldigt många olika sätt: Nervositet kan kännas i magen, gråt kan kännas i halsen och ilska kan kännas i att muskler spänner sig. Dessa psykologiska konstrukt har dock en neural grund, mer specifikt i kortex. Amygdala, som ofta nämns i samband med känslor, ansvarar för att upptäcka nya och relevanta stimuli och öka viss hjärnaktivitet för att hjälpa oss hantera det nya.
Känslor består i kortikala strukturer, så som andra upplevelser också gör. Dessa strukturer kan innefatta alla möjliga sinnesmodaliteter och processer. Exempelvis kan två variationer av ilska innefatta lägre grad av viljestyrt tänkande och en högre grad av viljestyrt tänkande. Olika känslor kan också innefatta olika sätt att rikta uppmärksamheten, vilket kan få konekvenser för vår psykiska hälsa, vilket innebär att olika psykologiska konstrukt innefattar olika aspekter av prefrontalkortex funktionalitet.

### Fotnoter
1. 1 2  BARRETT, LISA FELDMAN. (2018). HOW EMOTIONS ARE MADE : the secret life of the brain.. PAN Books. ISBN 1-5098-3752-3. OCLC 995768849. https://www.worldcat.org/oclc/995768849. Läst 12 maj 2020
2. ↑  Tomkins, Silvan S. (Silvan Solomon), 1911-1991. (1995). Exploring affect : the selected writings of Silvan S. Tomkins. Cambridge University Press. ISBN 0-521-44371-7. OCLC 30318265. https://www.worldcat.org/oclc/30318265. Läst 12 maj 2020
3. ↑  Ekman, Paul. (2007, ©2003). Emotions revealed : recognizing faces and feelings to improve communication and emotional life (2nd Owl books ed). Owl Books. ISBN 0-8050-8339-1. OCLC 162126989. https://www.worldcat.org/oclc/162126989. Läst 12 maj 2020
4. ↑  Se introduktionen i Kuhbandner C, Zehetleitner M (2011) Dissociable Effects of Valence and Arousal in Adaptive Executive Control. PLoS ONE 6(12):
5. ↑  Se Heath
6. ↑  Se Davidson, sid.237-265
7. ↑  Se Davidson
8. ↑  Se Kåver, sid. 159-204
9. ↑  Lindquist, Kristen A.; Wager, Tor D.; Kober, Hedy; Bliss-Moreau, Eliza; Barrett, Lisa Feldman (2012-6). ”The brain basis of emotion: A meta-analytic review”. The Behavioral and brain sciences 35 (3):  sid. 121–143. doi:10.1017/S0140525X11000446. ISSN 0140-525X. PMID 22617651. PMC: 4329228. https://www.ncbi.nlm.nih.gov/pmc/articles/PMC4329228/. Läst 12 maj 2020.
10. ↑  Wells, Adrian. (2015). Attention and emotion : a clinical perspective (Classic ed). Psychology Press, Taylor and Francis Group. ISBN 978-1-315-74718-7. OCLC 896794820. https://www.worldcat.org/oclc/896794820. Läst 12 maj 2020

### Webbkällor
- Uppslagsordet emotion från Nationalencyklopedins internettjänst. Hämtat 2008-01-14.